# Outsider music
Outsider music (de "outsider art" ou arte bruta) é um estilo musical criado por músicos autodidatas ou naïfs. O termo é geralmente aplicado a músicos que têm pouca ou nenhuma experiência musical tradicional, que exibem qualidades infantis em sua música ou que sofrem de deficiências intelectuais ou doenças mentais. O termo foi popularizado na década de 1990 pelo jornalista e DJ Irwin Chusid da rádio comunitária independente WFMU de East Orange, Nova Jersey.
Músicos outsiders geralmente se sobrepõem a artistas lo-fi, já que seu trabalho raramente é capturado em estúdios de gravação profissionais. Exemplos incluem Daniel Johnston, Wesley Willis e Jandek, que se tornaram temas de documentários nos anos 2000.

## Etimologia

Mural em Austin, Texas, dedicado ao músico e artista visual outsider Daniel Johnston

O termo "outsider music" é atribuído às definições de arte bruta (outsider art) e arte naïf. A arte bruta está enraizada no conceito francês da década de 1920 de "L'Art Brut" ("arte bruta"). Em 1972, o acadêmico Roger Cardinal introduziu "outsider art" como a contraparte americana de "L'Art Brut", que originalmente se referia ao trabalho criado exclusivamente por crianças ou doentes mentais. A palavra "outsider" começou a ser aplicada às culturas musicais em 1959, inicialmente no jazz, e posteriormente ao rock em 1979. Na década de 1970, a música outsider virou um "epíteto favorito" na crítica musical na Europa. Nas décadas de 1980 e 1990, "outsider" era comum no léxico cultural e era sinônimo de "autodidata", "inexperiente" e "primitivo".

## Definição e escopo
Embora a outsider music tenha existido desde antes da início da histórico escrita, não foi reconhecido como gênero até o advento das plataformas de compartilhamento P2P e steaming. O jornalista musical Irwin Chusid é creditado como criador da adaptação do termo "outsider art" para música em um artigo de 1996 publicado na revista Tower Records Pulse!. Como DJ na estação de rádio WFMU de Nova Jersey na década de 1980, ele foi uma figura influente na cena musical independente. Em 2000, ele escreveu um livro intitulado Songs in the Key of Z: The Curious Universe of Outsider Music, que tentou introduzir e comercializar a música outsider como um gênero. Ele resumiu o conceito assim:
... existem inúmeros artistas "renegados não intencionais" que carecem de uma autoconsciência aberta sobre sua arte. No que diz respeito a eles, o que eles estão fazendo é "normal". E apesar da renda insignificante e das vendas de discos sombrias, eles estão felizes por estarem na mesma linha de trabalho que Celine Dion e Andrew Lloyd Webber... seus vocais soam melodicamente à deriva; seus ritmos tropeçam. Parecem harmonicamente sem âncora. Sua proficiência instrumental pode parecer ridiculamente incompetente... eles obtêm pouca ou nenhuma exposição comercial de rádio, seus seguidores são limitados e eles têm aproximadamente a mesma probabilidade de alcançar o sucesso mainstream que um gambá tem de deslizar com segurança por uma rodovia de seis pistas... os outsiders neste livro, em sua maioria, carecem de autoconsciência. Eles não quebram as regras com ousadia, porque não sabem que existem regras.
Como era comum com os jornalistas que defendiam o primitivismo musical na década de 1980, Chusid considerava os outsiders mais "autênticos" do que artistas cuja música é "explorada através de canais de música convencionais" e "revisada, remodelada e afunilada; retocada e ajustada; Photoshopada e categorizada" no momento em que chega ao ouvinte, a ponto de ser "música de escritório". Por outro lado, artistas outsiders têm muito "maior controle individual sobre o contorno criativo final", seja por causa de um orçamento baixo ou por causa de sua "incapacidade ou falta de vontade de cooperar ou confiar em qualquer pessoa além de si mesmos".
A música outsider geralmente não inclui música avant-garde, world music, músicas gravadas apenas por seu valor de novidade, ou qualquer coisa conscientemente camp ou kitsch; Chusid usa o termo "música incorreta" para música que é intencionalmente gravada para atrair reações ruins de artistas de celebridades não-músicos tentando passar para a música ou de artistas que são talentosos e conscientes o suficiente para não produzir tal música, mas fazem mesmo assim. Os trabalhos geralmente são provenientes de gravações caseiras ou estúdios de gravação independentes "sem controle de qualidade". Em Songs in the Key of Z, Chusid evitou explicitamente discutir artistas "impopulares", "não comerciais" ou "underground" e desqualificou como outsider "qualquer um que pudesse manter uma orquestra ou banda unida". Ele incluiu na sua definição alguns artistas que chegaram à fama mainstream como revelações; Tiny Tim, por exemplo, está incluído apesar de uma carreira consistente de três décadas na indústria da música que incluiu um grande sucesso nas paradas, Joe Meek foi um dos engenheiros de som mais influentes e bem-sucedidos do Reino Unido na década de 1960 e o Legendary Stardust Cowboy teve um breve momento de fama generalizada na década de 1960 com várias aparições na televisão nacional.
Chusid postulou que o artista mais vendido do rótulo "outsider" poderia ser Brian Wilson dos Beach Boys, citando os bootlegs amplamente divulgados de suas demos inéditas dos anos 1970 e 1980. No entanto, "considerando o nível em que ele foi abraçado pelo público, é difícil defendê-lo como um outsider". Da mesma forma, Chusid evitou incluir "outros ícones que alcançaram ampla exposição pública, como Frank Zappa, Sun Ra, Marilyn Manson e Butthole Surfers. Muitas (se não a maioria) das grandes figuras das artes começaram sua carreira ascender ao estrelato como outsiders nominais."

## Ressonância cultural e influência

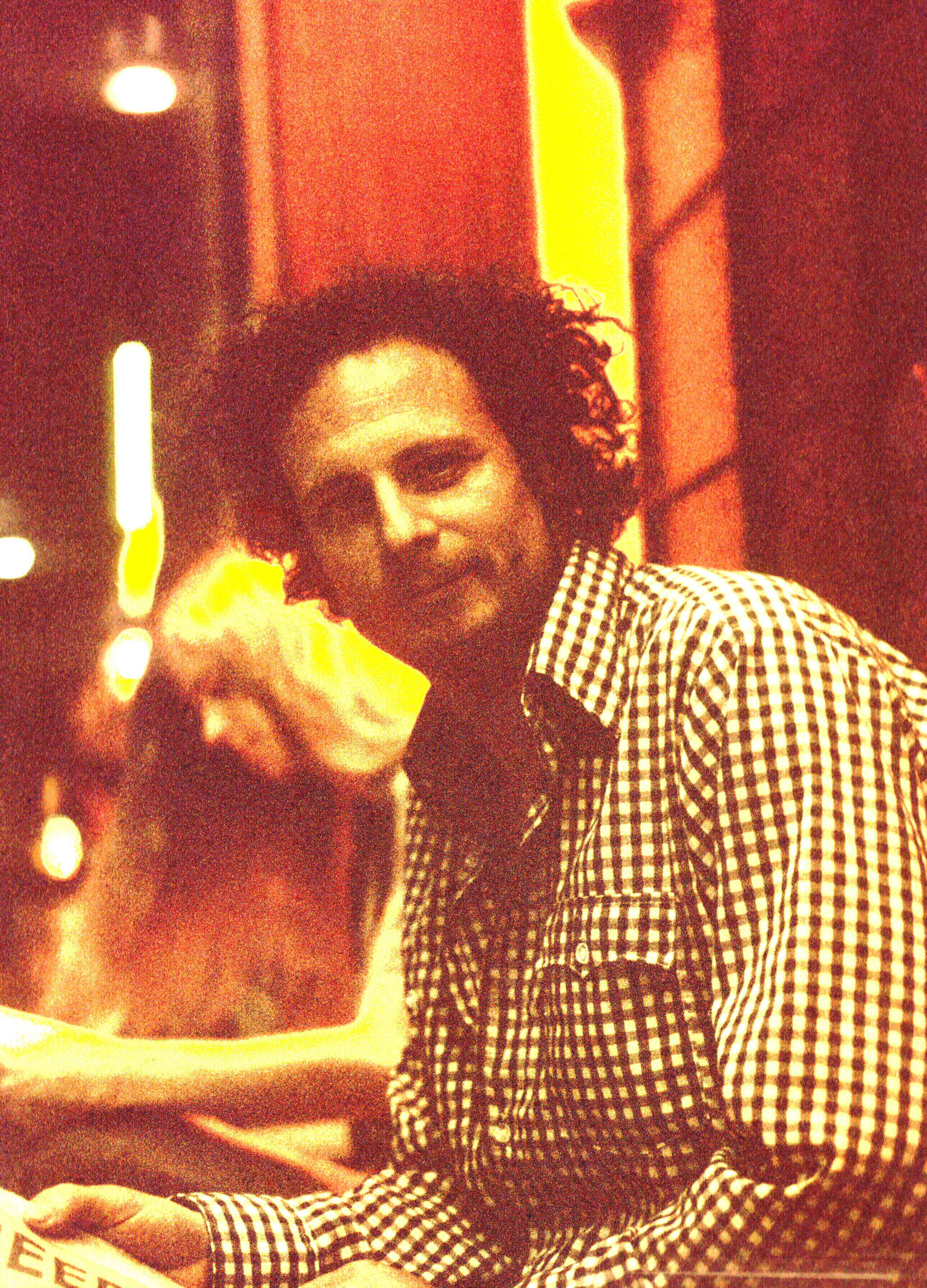
Artista de rua Larry "Wild Man" Fischer, às vezes citado como o "padrinho da música outsider"

Chusid creditou a músicos outsiders pela criação do dub/reggae ("inventado por um estranho, Lee "Scratch" Perry"), das gravadoras K Records e Sub Pop, e a "revolta punk/new-wave/no-wave que minou o rock progressivo e o airbrush-pop em meados da década de 1970 e se empolgou com a noção desafiadora de que qualquer pessoa - independentemente da proficiência técnica ou da falta dela - poderia fazer música desde que representasse uma auto-expressão genuína e naturalista". Artistas específicos que "contribuíram significativamente - direta e indiretamente - para a música popular contemporânea" incluem Syd Barrett, Captain Beefheart, The Shaggs, Harry Partch, Robert Graettinger e Daniel Johnston. Por outro lado, o livro Faking It: The Quest for Authenticity in Popular Music (2007) argumenta que "poucos dos outsiders elogiados por seus fãs podem ser chamados de inovadores; a maioria deles é simplesmente näifs".
Os álbuns Oar (1969) de Skip Spence, Trout Mask Replica (produzido por Frank Zappa em 1969) da banda Captain Beefheart and his Magic Band e The Madcap Laughs (1970) de Syd Barrett, de acordo com o historiador musical John Encarnacao, "foram particularmente importantes para ajudar a definir uma estrutura através da qual as gravações externas são entendidos... [Eles] semearam muitas ideias e práticas, afirmando-as como desejáveis no contexto da mitologia do rock." Em 1969, Frank Zappa co-fundou a Bizarre Records, uma gravadora dedicada a "material musical e sociológico que as gravadoras importantes provavelmente não permitiriam que você ouvisse" e abordou a produção de Trout Mask Replica como uma gravação de campo antropológica. Beefheart não estava no catálogo da Bizarre, mas Larry "Wild Man" Fischer estava. Fischer era um artista de rua descoberto por Zappa e às vezes é considerado como "o avô da música de fora". No encarte do álbum An Evening with Wild Man Fischer de 1968, Zappa escreve: "Por favor, ouça este álbum várias vezes antes de decidir se você gosta ou não ou o que é Wild Man Fischer. Ele tem algo a dizer para você, mesmo que você não queira ouvir." De acordo com o musicólogo Adam Harper, a escrita prefigura comentários semelhantes sobre "o também doente mental Daniel Johnston".
Depois de uma reedição de 1980 na Red Rooster Records da NRBQ (distribuída pela Rounder Records), The Shaggs atraiu notoriedade por seu álbum Philosophy of the World de 1969, que recebeu uma cobertura nacional proeminente. Foi referido como "o pior álbum de rock já feito" pelo New York Times e mais tarde defendido em listas publicadas como "os 100 álbuns alternativos mais influentes de todos os tempos", "as maiores gravações de garagem do século 20" e "os cinquenta discos indie mais significativos". Lester Bangs notoriamente elogiou a banda como melhor que os Beatles, e Zappa também tinha a banda em alta consideração, muito mais alta do que os próprios Shaggs, que ficaram envergonhados com o disco. Na década de 1990, o interesse pela música outsider foi estimulado por livros como Incredibly Strange Music (1994) e compilações dedicadas a músicos obscuros como B. J. Snowden, Wesley Willis, Lucia Pamela e Eilert Pilarm.

## Música Lo-fi
Músicos outsiders tendem a se sobrepor a artistas "lo-fi", já que seu trabalho raramente é capturado em estúdios profissionais. Harper credita o discurso em torno de Daniel Johnston e Jandek por "formar uma ponte entre o primitivismo dos anos 1980 e o indie rock lo-fi dos anos 1990... ambos os músicos introduziram a noção de que o lo-fi não era apenas aceitável, mas o especial contexto de alguns músicos extraordinários e brilhantes." Os críticos frequentemente escrevem sobre a "alma pura e infantil" de Johnston e o descrevem como o "Brian Wilson" do lo-fi.
R. Stevie Moore, pioneiro na música lo-fi/DIY, era afiliado a Irwin Chusid, além de estar associado à tag "outsider". Ele lembrou "sempre tendo o dilema de que [Irwin] não queria me apresentar como um outsider, como um Wesley Willis ou um Daniel Johnston, ou essas pessoas que são tocadas na cabeça e têm um certo dom. Eu amo os outsiders... mas eles não têm noção de como escrever ou arranjar uma música de Brian Wilson." (O pai de Moore, Bob Moore, era um conhecedor musical consumado, tendo trabalhado como músico de sessão com o Nashville A-Team)